# Koninklijk Huis (Koninkrijk der Nederlanden)

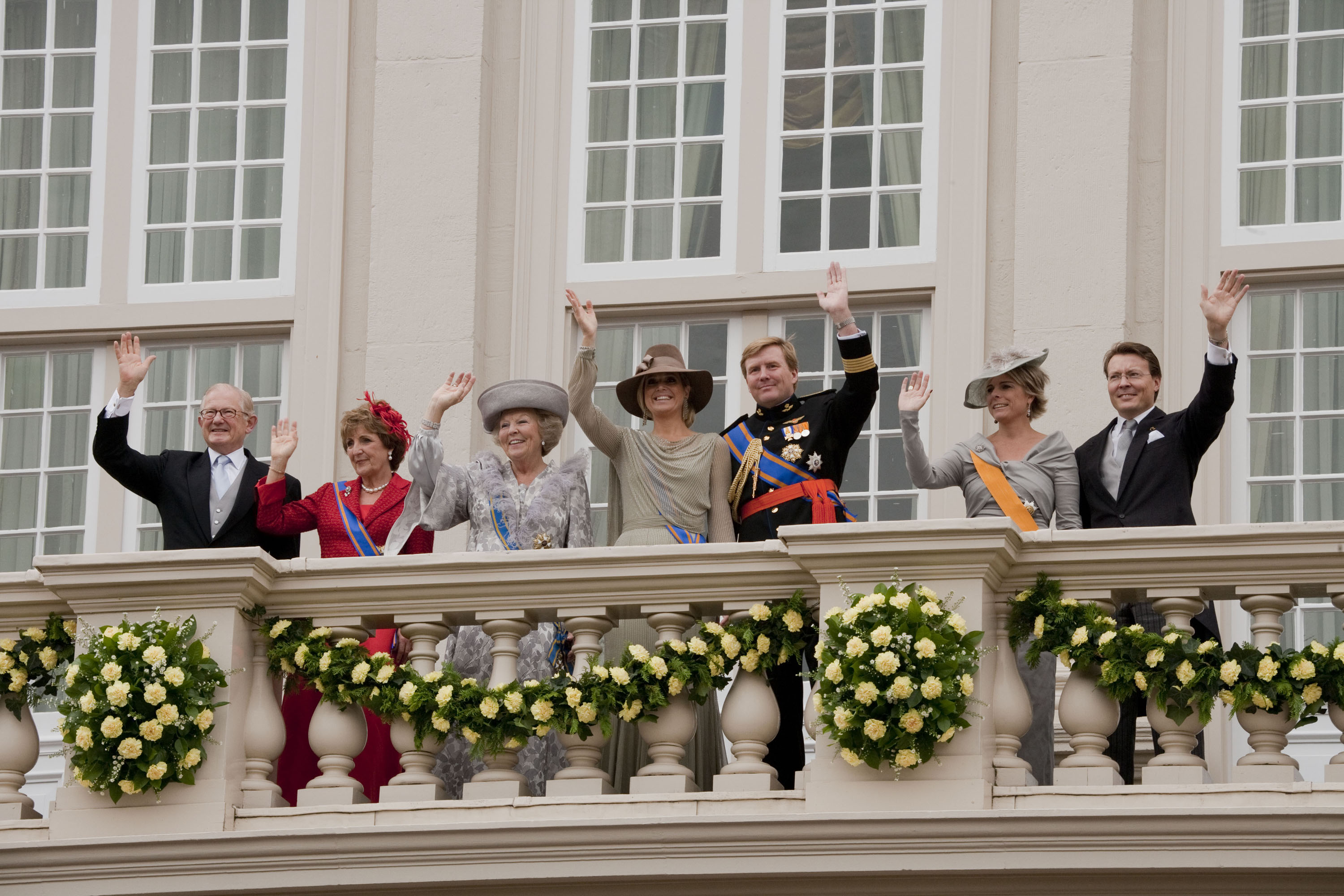
Een deel van het Koninklijk Huis tijdens Prinsjesdag 2011. Van links naar rechts: Pieter van Vollenhoven, prinses Margriet, (toenmalig) koningin Beatrix, (toenmalig) prinses Máxima, (toenmalig) prins Willem-Alexander, prinses Laurentien, prins Constantijn.

Het Koninklijk Huis is in het Koninkrijk der Nederlanden dat deel van de koninklijke familie dat gerechtigd is tot de troon én onder de ministeriële verantwoordelijkheid valt. Daarnaast zijn ook de afgetreden monarch en de echtgenoten van bovengenoemde personen leden van het Koninklijk Huis.

## Lidmaatschap van het Koninklijk Huis
In de Wet lidmaatschap koninklijk huis is vastgelegd wie lid zijn van het Koninklijk Huis.
De koning(in) der Nederlanden (het staatshoofd) staat aan het hoofd van het Koninklijk Huis.
Leden van het Koninklijk Huis zijn zij die krachtens de Grondwet de koning kunnen opvolgen en aan hem verwant zijn in de eerste of tweede graad van bloedverwantschap, alsmede het staatshoofd dat afstand van het koningschap heeft gedaan. Ook alle echtgenoten van voornoemde personen zijn lid van het Koninklijk Huis.
Bepaalde kosten van het Koninklijk Huis worden door de staat vergoed. Zo krijgen het hoofd van het Koninklijk Huis (de koning[in]), de eerste in de lijn van opvolging (de prins[es] van Oranje) vanaf de 18-jarige leeftijd, en de voormalige koning een uitkering als inkomen en vergoeding van niet-declarabele kosten. Ook alle echtgenoten van voornoemde personen krijgen zo'n uitkering. De overige leden van het Koninklijk Huis hebben alleen recht op vergoedingen voor gemaakte kosten wegens hun koninklijke verplichtingen.
Bij verlies van lidmaatschap van het Koninklijk Huis verliest men het recht op een koninklijke toelage alsmede de titels Prins der Nederlanden en/of Prins van Oranje-Nassau. Deze titels zijn bij wet aan het lidmaatschap van het Koninklijk Huis verbonden. In voorkomende gevallen kan bij koninklijk besluit beslist worden over het behoud van de titel Prins van Oranje-Nassau als persoonlijke titel voor hen die het lidmaatschap hebben verloren.
Het lidmaatschap van het Koninklijk Huis eindigt door ontslag verleend bij koninklijk besluit en bij verlies van het Nederlanderschap (nationaliteit). Indien een lid van het Koninklijk Huis een huwelijk aangaat zonder bij wet verleende toestemming, verliest hij of zij daarmee het recht tot erfopvolging en daardoor tevens het lidmaatschap van het Koninklijk Huis.

## Leden van het Koninklijk Huis
Het Koninklijk Huis heeft sinds de troonswisseling van 2013 de onderstaande tien leden:
- koning Willem-Alexander der Nederlanden;
- koningin Máxima: lid door haar huwelijk op 2 februari 2002 met Willem-Alexander en sinds 30 april 2013 aangeduid als koningin;
  - prinses Catharina-Amalia van Oranje: eerste in de lijn van troonopvolging;
  - prinses Alexia der Nederlanden;
  - prinses Ariane der Nederlanden;
- prins Constantijn der Nederlanden;
- prinses Laurentien der Nederlanden: lid sinds 17 mei 2001 door haar huwelijk met prins Constantijn;
- prinses Beatrix der Nederlanden: voormalig staatshoofd;
- prinses Margriet der Nederlanden: hoewel in derde graad verwant met de Koning, blijft prinses Margriet door een overgangsbepaling (artikel 3, Wet lidmaatschap Koninklijk Huis) lid van het Koninklijk Huis;
- Pieter van Vollenhoven: lid sinds 10 januari 1967 door zijn huwelijk met prinses Margriet.

De graaf en gravinnen Claus-Casimir, Eloise en Leonore van Oranje-Nassau van Amsberg (kinderen van prins Constantijn en prinses Laurentien) zijn wel erfopvolgers, maar geen lid van het Koninklijk Huis, aangezien ze een verwantschap in de derde graad hebben met de koning.

## Voormalige leden van het Koninklijk Huis
De volgende levende personen hebben hun lidmaatschap van het Koninklijk Huis verloren:
- prinses Irene, op 29 april 1964 door haar huwelijk zonder wettelijk verleende toestemming met Carel Hugo van Bourbon-Parma;
- prins Pieter-Christiaan, op 25 augustus 2005 door zijn huwelijk zonder wettelijk verleende toestemming met Anita van Eijk;
- prins Floris, op 20 oktober 2005 door zijn huwelijk zonder wettelijk verleende toestemming met Aimée Söhngen;
- prins Maurits en zijn echtgenote Marilène van den Broek, op 30 april 2013 door de abdicatie van zijn tante koningin Beatrix;
- prins Bernhard en zijn echtgenote Annette Sekrève, op 30 april 2013 door de abdicatie van zijn tante koningin Beatrix;
- gravin Eloise, op 30 april 2013 door de abdicatie van haar grootmoeder koningin Beatrix;
- graaf Claus-Casimir, op 30 april 2013 door de abdicatie van zijn grootmoeder koningin Beatrix;
- gravin Leonore, op 30 april 2013 door de abdicatie van haar grootmoeder koningin Beatrix.

Na de abdicatie van koningin Beatrix en aanvang van het koningschap door koning Willem-Alexander hebben prins Maurits en prins Bernhard hun recht op erfopvolging verloren omdat de grondwet hiervoor een bloedverwantschap met de koning in maximaal de derde graad vereist; daarmee maken ze ook geen deel meer uit van het Koninklijk Huis. Gravin Eloise, graaf Claus-Casimir en gravin Leonore verloren op dat moment eveneens hun lidmaatschap van het Koninklijk Huis (de Wet lidmaatschap Koninklijk Huis vereist hiervoor een bloedverwantschap met de koning in maximaal de tweede graad), maar behielden hun recht op erfopvolging.
Personen die het recht op erfopvolging en/of het lidmaatschap van het Koninklijk Huis hebben verloren doordat ze niet de vereiste graad van bloedverwantschap met de Koning bezitten, kunnen beide terugkrijgen indien erfopvolging ze terugbrengt binnen de vereiste graden van bloedverwantschap ten opzichte van de nieuwe Koning.

### Lidmaatschap koninklijke familie
Het verlies van het lidmaatschap van het Koninklijk Huis betekent niet dat deze personen geen lid meer zijn van de koninklijke familie. Daar waar het lidmaatschap van het Koninklijk Huis vooral wordt bepaald door aangelegenheden rondom het staatsrecht, wordt zoals bij elke familie in Nederland door het personen- en familierecht bepaald wie lid is van de koninklijke familie.

## Ondersteuning
De leden van het Koninklijk Huis worden bij hun werkzaamheden ondersteund door:
- het Kabinet van de Koning
- de Dienst van het Koninklijk Huis, bestaande uit
  - het Civiele Huis, waartoe onder andere behoren
    - het Koninklijk Staldepartement
    - het Koninklijk Huisarchief

  - het Militaire Huis
- de Rijksvoorlichtingsdienst
- de Dienst Bewaken en Beveiligen

## Inkomen van de Koning
Na geruchten in 2016 over zogenaamde 'deals' tussen het Koninklijk Huis en de regering in 1972 over het inkomensdeel van de toelage aan leden van het huis, werd in 2017 in opdracht van de minister van Algemene Zaken hiernaar onderzoek verricht, met name rond de totstandkoming van het financieel statuut van 1972 dat anno 2017 grotendeels nog steeds van kracht is. Op 1 december 2017 werd het rapport gepresenteerd; het onderzoek stond onder leiding van Carla van Baalen.